# 瑞浪市立明世小学校
瑞浪市立明世小学校（みずなみしりつ あきよしょうがっこう）は、岐阜県瑞浪市にある公立小学校。

## 沿革
明世小学校のHPでは2006年（平成18年）に創立100周年となっている。ここではそれ以前についても記述する。
- 1873年（明治6年） - 
  - 勅速学校が開校。校区は戸狩村、山野内村。
  - 就正学校が開校。校区は月吉村。
  - 専精学校が開校。校区は河合村、定林寺村。
- 1878年（明治11年） - 勅速学校が遠山小学校、就正学校が月吉小学校、専精学校が河合学校に、それぞれ改称する。
- 1892年（明治25年） - 遠山小学校が山野内尋常小学校、月吉小学校が月吉尋常小学校、河合学校が河合尋常小学校に、それぞれ改称する。
- 1895年（明治28年） - 山野内尋常小学校が精華尋常小学校に改称する。
- 1897年（明治30年）4月1日 - 河合村、戸狩村、山野内村、月吉村が合併し、明世村が発足。
- 1900年（明治33年） - 泉村定林寺区が泉尋常小学校校区に移る。
- 1906年（明治39年） - 精華尋常小学校、月吉尋常小学校、河合尋常小学校が統合され、明世尋常小学校が発足。各校舎に分かれて授業を実施（1908年まで）。
- 1908年（明治41年） - 統合校舎が完成。
- 1941年（昭和16年） - 明世国民学校に改称する。
- 1947年（昭和22年） - 明世村立明世小学校に改称する。
- 1954年（昭和29年）4月1日 - 明世村のうち、河合地区は土岐郡泉町に編入され、残部は瑞浪土岐町、稲津村、釜戸村、大湫村、日吉村、恵那郡陶町と合併し瑞浪市となる。これにより、瑞浪市立明世小学校に改称し、河合地区の児童は泉町立泉小学校に転校となる。
- 1977年（昭和52年） - 現在地に新築移転。